# 哈特菲爾德站
哈特菲爾德站是快速交通系統豪登列車位於豪登省比勒陀利亞郊區的哈特菲爾德的地鐵站和終點站。其為豪登列車項目第二階段的一部分，於2011年8月2日開放。

## 地點
哈特菲爾德站位於比勒陀利亞中心商業區以東的哈特菲爾德商業點內，靠近阿卡迪亞街和格羅夫納街。

### 公共交通導向型開發
與其他豪登列車車站一樣，哈特菲爾德站也是用作促進該地區公共交通導向型開發的工具。

## 外部連結
- Official Gautrain site（页面存档备份，存于）

| 上一站                     | 豪登列車 | 豪登列車 | 豪登列車 | 下一站 |
| -------------------------- | -------- | -------- | -------- | ------ |
| 比勒陀利亞往約翰內斯堡公園 |          | 南北線   |          | 起訖站 |